# David Axelrod

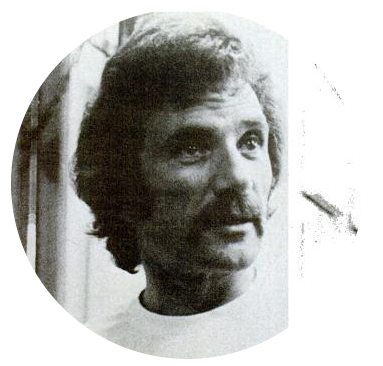
Axelrod fazendo parte de uma propaganda na Billboard em 1972

David Axelrod (Los Angeles, Califórnia, 17 de abril de 1933 - Los Angeles, 5 de fevereiro de 2017) foi um compositor e produtor musical estadunidense.
Axelrod é creditado como sendo o pioneiro ao unir elementos de jazz, rock, e R&B numa mesma composição. Seus arranjos e canções foram sampleados por diversos rappers e entusiastas do hip-hop como Wu-Tang Clan, Cypress Hill, DJ Shadow, De La Soul, Dr. Dre, entre outros.
Em 2008, duas de suas composições, "Holy Thursday" e "The Edge", foram incluídas na trilha-sonora do jogo eletrônico Grand Theft Auto IV.

## Discografia
| Lançamento | Nome do álbum e infos                                                        |
| ---------- | ---------------------------------------------------------------------------- |
| 1968       | Song of Innocence - Selo: Capitol - Formatos: CD, LP                         |
| 1969       | Songs of Experience - Selo: Capitol - Formatos: CD, LP                       |
| 1970       | Earth Rot - Selo: Capitol - Formatos: CD, LP                                 |
| 1971       | Rock Messiah - Selo: RCA - Formatos: LP                                      |
| 1972       | The Auction - Selo: Decca - Formatos: LP                                     |
| 1974       | Heavy Axe - Selo: Fantasy - Formatos: LP, CD                                 |
| 1975       | Seriously Deep - Selo: Polydor - Formatos: LP, CD                            |
| 1977       | Strange Ladies - Lançamento: 1977 - Selo: MCA - Formatos: LP                 |
| 1980       | Marchin' - Selo: MCA - Formatos: LP                                          |
| 1993       | Requiem: the Holocaust - Selo: Stateside - Formatos: CD                      |
| 1995       | The Big Country - Selo: Stateside - Formatos: CD                             |
| 2001       | David Axelrod - Selo: Mo' Wax - Formatos: CD                                 |
| 2004       | David Axelrod Live at Royal Festival Hall - Selo: Mo' Wax - Formatos: CD/DVD |